# Asher ben Jehiel
Asher ben Jehiel, también llamado el Rosh, o Rabenu Asher, (nacido en 1250, en Colonia, Sacro Imperio Romano Germánico - fallecido el 24 de octubre de 1327 en Toledo, España) fue un codificador del Talmud, un compilador de la ley rabínica, la Halajá, un rabino y un comentarista del Talmud. Su obra fue la fuente para los grandes códigos creados por su hijo, el rabino Jacob ben Asher (1269-1340), el autor del Arba Turim, y por el rabino Joseph Caro (1488-1575), el creador del Shulján Aruj.

## Historia
Cuando las autoridades alemanas empezaron a perseguir a los judíos, Asher huyó hacia Francia y luego hacia España. Con la ayuda del Rabino Shlomo ben Adret, uno de los rabinos más influyentes de su época, se estableció como rabino de Toledo, donde fundó una yeshivá (escuela rabínica). Asher afirmaba que el estudio de la filosofía podía hacer peligrar la autoridad del Talmud. Por tanto el mismo, el Rabino ben Aderet, y otros, firmaron un decreto rabínico que prohibía el estudio de la filosofía a los varones menores de 30 años. Después del fallecimiento del Rabino ben Aderet, Asher fue reconocido como el líder de la judería europea. 
Su libro, el Piske HaRosh, fue compilado entre los años 1307 y 1314, su obra está basada principalmente en el Talmud de Jerusalén, una obra distinta del Talmud de Babilonia. Su libro trata solamente sobre las leyes talmúdicas. Asher consideraba al Talmud como la autoridad suprema en materia de Halajá, y se sintió libre de ignorar las opiniones de las autoridades rabínicas más eminentes, si sus decisiones no estaban basadas en el Talmud. Su código legal ha sido imprimido juntamente con el Talmud, desde su primera impresión en el Talmud de Bomberg en 1520 (una famosa edición del Talmud hecha por el impresor flamenco Daniel Bomberg).